# Franz Zürn (Agrarwissenschaftler)
Franz Zürn (* 8. August 1909 in Heßlingshof, zu Schöntal; † 24. Oktober 1972 in München) war ein deutscher Grünland- und Futterbauwissenschaftler.

## Leben
Zürn, Sohn einer alteingesessenen badischen Bauernfamilie, studierte von 1932 bis 1935 Landwirtschaft in Hohenheim und ging dann als Assistent an die Betriebswirtschaftliche Forschungsstelle für Grünlandwirtschaft der Universität Leipzig. Dort promovierte er 1939 mit der Dissertation Die Stärkewerterzeugung in den kleineren Verwaltungsbezirken des Deutschen Reiches unter besonderer Berücksichtigung der Futtererzeugung.
1940 übernahm Zürn das Referat für Alpwirtschaft und Futterbau an dem neugegründeten Institut für Grünlandwirtschaft der Reichsforschungsanstalt für alpine Landwirtschaft in Admont (Steiermark). Obwohl diese Forschungsanstalt nach dem Zweiten Weltkrieg durch die österreichische Regierung neu strukturiert wurde, konnte Zürn hier bis 1953 seine Arbeiten auf dem Gebiet der Grünlandforschung fortsetzen.
Seit Herbst 1953 arbeitete Zürn am Lehr- und Forschungsinstitut zur Förderung der Grünlandwirtschaft und des Feldfutterbaus in Steinach bei Straubing. Von 1961 bis zu seinem Tode war er Leiter dieses Instituts. Bereits 1956 hatte er sich an der Hochschule für Bodenkultur in Wien mit einer Arbeit über Borstgras habilitiert und die Lehrberechtigung für „Speziellen Pflanzenbau mit besonderer Berücksichtigung der Grünlandwirtschaft“ erhalten. Seitdem hielt er in Wien Vorlesungen über Grünlandwirtschaft. 1963 erfolgte seine Ernennung zum a. o. Hochschulprofessor.
Zürn veröffentlichte über 70 Aufsätze, Abhandlungen und Schriften über Grünlandwirtschaft und Futterbau. Die wichtigsten Ergebnisse seiner Forschungsarbeiten in Admont und Steinach hat er in dem 1968 erschienenen Buch Neuzeitliche Düngung des Grünlandes. Wege zur Ertragssteigerung auf Weiden, Wiesen und im Feldfutterbau zusammengefasst.
Er war seit 1932 Mitglied der katholischen Studentenverbindung K.D.St.V. Carolingia Hohenheim.

## Schriften
- mit Richard Geith: Die Leistungen der deutschen Weiden und die nachhaltige Verbesserung ihrer Erträge. Reichsnährstandsverlag, Berlin 1941 (Berichte über Landwirtschaft. N.F. Sonderheft 152).
- Ratschläge zur neuzeitlichen Grünlandbewirtschaftung. Kurzgefaßte Anleitungen zur Ertragssteigerung auf Wiesen und Weiden. Bohmann, Wien, Heidelberg 1951.
- Mittel und Wege zur Steigerung der Almerträge. Zwölfjährige Untersuchungen auf Borstgrasflächen. Springer, Wien 1953 (Veröffentlichungen der Bundesanstalt für alpine Landwirtschaft in Admont. Nr. 7).
- Zum Problem der Bodenuntersuchung auf dem Grünland. In: Zeitschrift für Acker- und Pflanzenbau. Band 122. 1965, S. 65–78.
- Neuzeitliche Düngung des Grünlandes. Wege der Ertragssteigerung auf Weiden, Wiesen und im Feldfutterbau. DLG, Frankfurt am Main 1968.